# Byrsopolis aerescens
Byrsopolis aerescens är en skalbaggsart som beskrevs av Ohaus 1926. Byrsopolis aerescens ingår i släktet Byrsopolis och familjen Rutelidae. Inga underarter finns listade.